# Clinton Creek

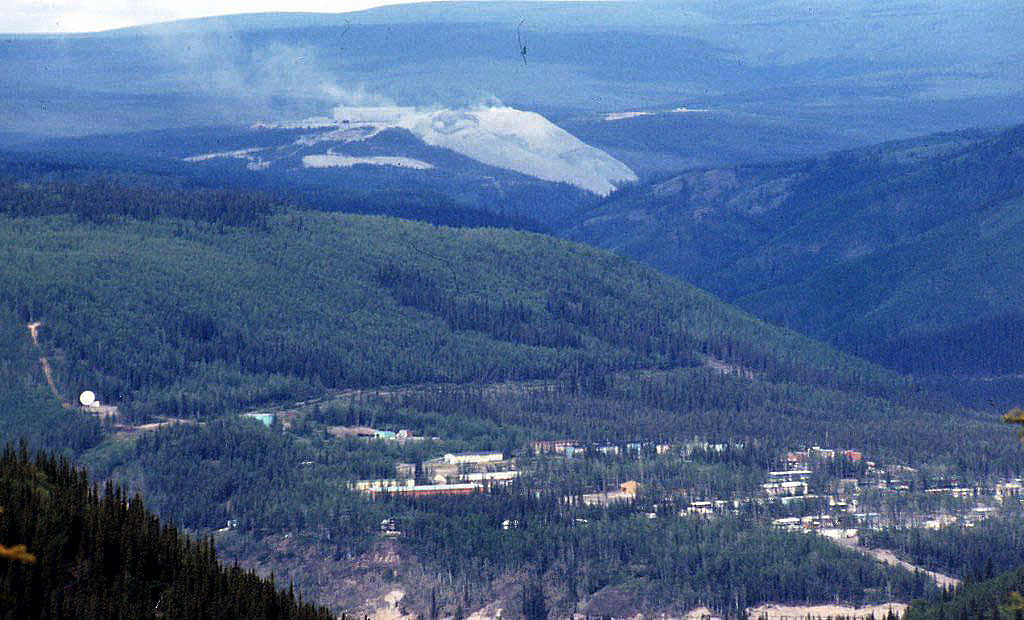
Clinton Creek

Clinton Creek est une ville fantôme du Yukon au Canada.
Clinton Creek était une ville minière au confluent du Yukon et de la Fortymile, où la Cassiar Asbestos Corporation a exploité une mine d'amiante de 1966 à 1978. La compagnie possédait d'autres mines, en Colombie-Britannique.
La route d'accès partait de la Top of the World Highway. Le minerai était transporté vers Dawson City le long du Yukon l'été, et par une piste de glace l'hiver. La communauté était équipée du téléphone, et même de la télévision.
Il y avait environ 500 habitants au temps de l'exploitation minière, avec une poste, une épicerie, et d'autres commodités utilisées par les employés.
À la fermeture de la mine, la plupart des résidents sont partis vers d'autres cités minières, comme Cassiar en Colombie-Britannique et Faro au Yukon.
Actuellement, la ville est abandonnée, la route d'accès est utilisée pour rejoindre une autre ville fantôme Forty Mile, elle-même abandonnée en 1898 au moment de l'expansion de Dawson City.